# Ferenczi András
Medeséri Ferenczi András, Ferenczi Endre (? – Marosvásárhely, 1795. augusztus 19.) jezsuita szerzetes, katolikus pap, egyházi író.

## Életútja
A jezsuita rend feloszlatása után Marosvásárhelyen volt plébános 1780 és 1795 között. 1792-től haláláig a marosi esperesség esperesi tisztségét is betöltötte.

## Művei
- A mise uj testamentomi áldozat, melyet Marus-Vásárhely nemes szabad kir. várossában úr napján élő nyelvel bizonyított. Szeben, 1780.
- Igazság és kegyelmesség. Mária Theresiának felséges özvegy császárnénak… legfőbb, és tulajdonabb czimeres erkölcsei, melyeket az Ur Istennek szent oltárain három napok alatt azon királyi fejedelmi felség nagy lelkének örök boldogulásáért szent áldozatoknak buzgó bémutatása után halotti tisztelettel magasztalt. Szeben, 1781.
- A régi igaz, az az: A római katolika hitnek az apostoli tudományban virágzó igazsága. Kolozsvár, 1785.